# Helmut Vollprecht
Helmut Vollprecht (ur. 24 listopada 1941 w Oybin) – niemiecki saneczkarz reprezentujący NRD, uczestnik Zimowych Igrzysk Olimpijskich 1964, podwójny srebrny medalista mistrzostw kraju.
Podczas igrzysk rozgrywanych w 1964 roku wziął udział w konkurencji dwójek, w której wraz z Walterem Eggertem zajął 4. pozycję.
Helmut Vollprecht wywalczył dwa srebrne medale podczas mistrzostw Niemieckiej Republiki Demokratycznej.